# Just Roll with It
Just Roll with It é uma série familiar de comédia do Disney Channel. A série é criada por Adam Small e Trevor Moore. Estreou a 14 de junho de 2019.
É protagonizada por Ramon Reed, Kaylin Hayman, Suzi Barrett, e Tobie Windham.

## Sinopse
A família Bennett-Blatt não tem muito em comum entre si à medida que passa pela vida cotidiana. Quando um nevoeiro é ouvido, os atores quebram o personagem para que o público do estúdio em direto decida o que acontece a seguir. A partir daí, o público do estúdio em direto consegue votar no que acontece com a família e são apresentadas três escolhas durante certas cenas. Se houver um empate entre duas das escolhas, ambas as escolhas ocorrerão.

## Elenco e Dobragem/Dublagem
| Ator/Atriz    | Personagem           | Dobragem | Dublagem         |
| ------------- | -------------------- | -------- | ---------------- |
| Ramon Reed    | Owen Blatt           | —        | Pedro Miranda    |
| Kaylin Hayman | Blair Bennett        | —        | Isabela Danelluz |
| Suzi Barrett  | Rachel Bennett-Blatt | —        | Julia Ribas      |
| Tobie Windham | Byron Blatt          | —        | Yuri Chesman     |

## Produção
A 24 de outubro de 2018, o Disney Channel anunciou uma série familiar de comédia, Just Roll with It, uma série de televisão com vários roteiros escritos e improvisados. A série é uma produção da Kenwood TV Productions. A série foi anunciada para estrear no verão de 2019 acabando por a 26 de abril de 2019 ser anunciado que a série iria ter um especial a 14 de junho de 2019, antes da sua estreia oficial a 19 de junho de 2019.
Em 10 de setembro de 2019, foi anunciado que o Disney Channel renovou a série para uma segunda temporada e entrou em um acordo geral de desenvolvimento com os criadores da série. A produção da segunda temporada começasse em setembro de 2019.

## Episódios
| Temporada | Temporada | Episódios | Exibição original    | Exibição original  | Exibição em Portugal | Exibição em Portugal | Exibição no Brasil     | Exibição no Brasil |
| Temporada | Temporada | Episódios | Estreia de temporada | Final de temporada | Estreia de temporada | Final de temporada   | Estreia de temporada   | Final de temporada |
| --------- | --------- | --------- | -------------------- | ------------------ | -------------------- | -------------------- | ---------------------- | ------------------ |
|           | 1         | 23        | 14 de junho de 2019  | 8 de março de 2020 | —                    | —                    | 16 de novembro de 2019 | —                  |
|           | 2         | 21        | 15 de março de 2020  | 14 de maio de 2021 | —                    | —                    | —                      | —                  |

### 1.ª Temporada (2019-20)
| #     | #     | Titulo                                                                                      | Dirigido por          | Escrito por                             | Estreias                                     | Código de produção | Audiência (em milhões) |
| ----- | ----- | ------------------------------------------------------------------------------------------- | --------------------- | --------------------------------------- | -------------------------------------------- | ------------------ | ---------------------- |
| 1     | 1     | "Catástrofe do Dia da Carreira (PT)" "Career Day Catastrophe"                               | James Widdoes         | Trevor Moore e Adam Small               | 14 de junho de 2019 16 de novembro de 2019   | 101                | 0.65                   |
| 2     | 2     | "A Guerra de Aniversário (PT)" "The Birthday War"                                           | Jon Rosenbaum         | Trevor Moore e Adam Small               | 19 de junho de 2019 23 de novembro de 2019   | 102                | 0.50                   |
| 3     | 3     | "A Blair Fica de Castigo (PT)" "Blair Gets Grounded"                                        | Leonard R. Garner Jr. | Trevor Moore e Adam Small               | 26 de junho de 2019 30 de novembro de 2019   | 104                | 0.53                   |
| 4     | 4     | "Não Obrigado pelo Teu Serviço (PT)" "No Thank You for Your Service"                        | Robbie Countryman     | Desirée Proctor e Erica Harrell         | 3 de julho de 2019 7 de dezembro de 2019     | 106                | 0.34                   |
| 5     | 5     | "Encontro Assustador (PT)" "Date Fright"                                                    | Wendy Faraone         | Brandon Cohen                           | 10 de julho de 2019 14 de dezembro de 2019   | 103                | 0.45                   |
| 6     | 6     | "Karate Wars IV: O Amanhecer de Karate Wars (PT)" "Karate Wars IV: Dawn of the Karate Wars" | Leonard R. Garner Jr. | Sam Miller                              | 17 de julho de 2019 28 de dezembro de 2019   | 109                | 0.43                   |
| 7     | 7     | "O Elevador (PT)" "The Elevator"                                                            | Trevoor Kirschner     | Trevor Moore e Adam Small               | 24 de julho de 2019                          | 108                | 0.47                   |
| 8     | 8     | ASA "Bringing Up Toilet"                                                                    | Wendy Faraone         | Jessica Kaminsky                        | 13 de setembro de 2019                       | 115                | 0.48                   |
| 9     | 9     | ASA "General Nuisance"                                                                      | Leonard R. Garner Jr. | Calise Hawkins                          | 20 de setembro de 2019                       | 113                | 0.45                   |
| 10    | 10    | ASA "And Gator Makes Five"                                                                  | Wendy Faraone         | Trevor Moore e Adam Small               | 27 de setembro de 2019                       | 110                | 0.40                   |
| 11-12 | 11-12 | "Você Decide AO VIVO! (BR)" "You Decide LIVE!"                                              | Sandra Restrepo       | Trevor Moore e Adam Small               | 4 de outubro de 2019 8 de fevereiro de 2020  | 122-123            | 0.52                   |
| 13    | 13    | ASA "Root of All Fears"                                                                     | Wendy Faraone         | Phillip Walker                          | 11 de outubro de 2019                        | 112                | 0.54                   |
| 14    | 14    | ASA "The Tutor"                                                                             | Robbie Countryman     | Lee House                               | 18 de outubro de 2019                        | 111                | 0.48                   |
| 15    | 15    | ASA "Snow Way Out"                                                                          | Adam Small            | Jonathan De Weerd e Keerthi Harishankar | 25 de outubro de 2019                        | 118                | 0.47                   |
| 16    | 16    | ASA "Gator's Reunion"                                                                       | Trevor Moore          | Trevor Moore e Adam Small               | 1 de novembro de 2019                        | 117                | 0.49                   |
| 17    | 17    | ASA "The Big Sneak"                                                                         | Wendy Faraone         | Jessica Kaminsky                        | 15 de novembro de 2019                       | 105                | 0.36                   |
| 18    | 18    | ASA "Family Squabbles"                                                                      | Wendy Faraone         | Trevor Moore e Adam Small               | 22 de novembro de 2019                       | 114                | 0.42                   |
| 19    | 19    | ASA "Owenfest"                                                                              | Robbie Countryman     | Brandon Cohen                           | 29 de novembro de 2019                       | 116                | 0.35                   |
| 20    | 20    | ASA "Merry Christmas, Mr. Gooch"                                                            | Trevor Moore          | Trevor Moore e Adam Small               | 6 de dezembro de 2019 21 de dezembro de 2019 | 120                | 0.39                   |
| 21    | 21    | ASA "Owen and Blair in the Morning"                                                         | Trevor Kirschner      | Trevor Moore e Adam Small               | 23 de fevereiro de 2020                      | 107                | 0.43                   |
| 22    | 22    | ASA "The People vs. Blair Bennett"                                                          | Trevor Moore          | Trevor Moore e Adam Small               | 1 de março de 2020                           | 119                | 0.30                   |
| 23    | 23    | ASA "Byron & the Gator: The Far Side of the World"                                          | Kelly Park            | Trevor Moore e Adam Small               | 8 de março de 2020                           | 121                | 0.23                   |

### 2.ª Temporada (2020-21)
| #  | #  | Titulo                                                 | Dirigido por           | Escrito por                     | Estreias               | Código de produção | Audiência (em milhões) |
| -- | -- | ------------------------------------------------------ | ---------------------- | ------------------------------- | ---------------------- | ------------------ | ---------------------- |
| 24 | 1  | ASA "Grandpa Moves In"                                 | Leonard R. Garner Jr.  | Trevor Moore e Adam Small       | 15 de março de 2020    | 201                | 0.36                   |
| 25 | 2  | ASA "The Most Brilliant Blair in the World"            | Leonard R. Garner Jr.  | Jessica Kaminsky                | 22 de março de 2020    | 202                | 0.35                   |
| 26 | 3  | ASA "The Great Coconuts Caper"                         | Robbie Countryman      | Brandon Cohen                   | 29 de março de 2020    | 204                | 0.39                   |
| 27 | 4  | ASA "Grandpa Gets Grounded"                            | Robbie Countryman      | Phillip Walker                  | 5 de abril de 2020     | 205                | 0.31                   |
| 28 | 5  | ASA "Grandma & Grandpa Sittin' in a Tree"              | Wendy Faraone          | Trevor Moore e Adam Small       | 19 de abril de 2020    | 203                | 0.37                   |
| 29 | 6  | ASA "Aliens Among Us"                                  | Danielle Fishel        | Marisol Diaz                    | 16 de outubro de 2020  | 211                | 0.30                   |
| 30 | 7  | ASA "Shayna Pennsylvania"                              | Wendy Faraone          | Trevor Moore e Adam Small       | 23 de outubro de 2020  | 206                | 0.32                   |
| 31 | 8  | ASA "The Preventers Directive"                         | Wendy Faraone          | Trevor Moore e Adam Small       | 6 de novembro de 2020  | 208                | 0.28                   |
| 32 | 9  | ASA "The Preventers Directive: Part Two: The End Part" | Trevor Moore           | Trevor Moore e Adam Small       | 13 de novembro de 2020 | 209                | 0.31                   |
| 33 | 10 | ASA "Owen's Bromance"                                  | Wendy Faraone          | Erica Eastrich                  | 20 de novembro de 2020 | 207                | 0.38                   |
| 34 | 11 | ASA "Maybe Baby"                                       | Adam Small             | Laura Moses                     | 27 de novembro de 2020 | 210                | 0.22                   |
| 35 | 12 | ASA "The Most Wonderful Crime of the Year"             | Trevor Moore           | Trevor Moore e Adam Small       | 11 de dezembro de 2020 | 218                | 0.35                   |
| 36 | 13 | ASA "Just Reminisce with It!"                          | Allison Scagliotti     | Jared Logan                     | 19 de março de 2021    | 212                | 0.35                   |
| 37 | 14 | ASA "Warlock World: War of the Warlocks"               | Allison Scagliotti     | Desiree Proctor e Erica Harrell | 26 de março de 2021    | 213                | 0.22                   |
| 38 | 15 | ASA "A League of Their Own"                            | Wendy Faraone          | Marina Quintero                 | 2 de abril de 2021     | 214                | 0.29                   |
| 39 | 16 | ASA "The Great Switchy Witchy"                         | Wendy Faraone          | Marie Cheng                     | 9 de abril de 2021     | 215                | 0.28                   |
| 40 | 17 | ASA "In da Club"                                       | Adam Small             | Jonathan De Weerd               | 16 de abril de 2021    | 216                | 0.25                   |
| 41 | 18 | ASA "The Blair Crush Project"                          | Kim Wayans             | Jessica Kaminsky                | 23 de abril de 2021    | 217                | 0.26                   |
| 42 | 19 | ASA "Blair Bennett - Child Activist"                   | Kelly Elizabeth Jensen | Brandon Cohen                   | 30 de abril de 2021    | 219                | 0.24                   |
| 43 | 20 | ASA "Lightning and Lockdown"                           | Robbie Countryman      | Trevor Moore e Adam Small       | 7 de maio de 2021      | 220                | 0.19                   |
| 44 | 21 | ASA "Before the Beginning"                             | Robbie Countryman      | Trevor Moore e Adam Small       | 14 de maio de 2021     | 221                | 0.27                   |